# Шахпазов, Евгений Христофорович
Евгений Христофорович Шахпазов (19 марта 1950 года — 6 августа 2011 года) — известный ученый и организатор науки в области черной металлургии, теории и технологии металлургических процессов, конструкционных материалов на основе железа, доктор технических наук, профессор, лауреат премии имени И. П. Бардина

## Биография
Родился 19 марта 1950 года.
В 1972 году окончил Московский институт стали и сплавов и был направлен на работу в ЦНИИчермет имени И. П. Бардина, где до 1987 года проработал в лаборатории конвертерного производства стали.
Под его руководством на Новолипецком и Карагандинском металлургических комбинатах проводились работы по развитию кислородно-конвертерного производства стали, предназначенного для выпуска важнейших видов металлопродукции — холоднокатаного автомобильного листа и жести. 

Решены проблемы оптимизации технологии по всему циклу: выплавка — непрерывная разливка — получение готовой металлопродукции. Разработаны научные основы технологических режимов производства конвертерной стали листового сортамента, ориентированные на ресурсосбережение, низкое содержание примесей и высокое качество продукции, теоретические основы использования в сталеплавильном производстве новых шихтовых композиционных материалов.
С 1987 по 2003 годы — работа на руководящих должностях в органах исполнительной власти (ГКНТ СССР, Миннауки России, ГКНТ России, Минпромнауки России).

Возглавляя самостоятельные управления, отделы, являясь заместителем руководителя департамента, он курировал ряд отраслей промышленности: металлургию, машиностроение, строительство, перспективные материалы. Организовал активную поддержку науки.

Под его руководством и при его непосредственном участии разработаны соответствующие разделы федеральных целевых научно-технических программ развития науки и техники, присвоен статус государственных научных центров ЦНИИчермету им. И. П. Бардина, ВНИИМЕТМАШу, ЦНИИТМАШу, Гинцветмету, что позволило сохранить стратегический научный потенциал, а также создать ряд новых прогрессивных технологий.
С 2003 по 2005 годы — заместитель директора по научным вопросам и заведующим лабораторией физикохимии металлургических расплавов им. академика А. М. Самарина Института металлургии и материаловедения им. А. А. Байкова РАН.

Под руководством Евгения Христофоровича были выполнены работы по восстановлению экспериментально-производственной базы института, поисковые исследовательские работы по созданию нового типа конструкционного материала, разработан процесс по внедоменному восстановлению железосодержащих материалов.
С 2005 года — генеральный директор ЦНИИчермета им. И. П. Бардина.

Разработанная им стратегия развития этого крупнейшего научного центра охватывает такие магистральные научные направления, как обеспечение металлом нефтяной и газовой промышленности, автомобильной промышленности, железнодорожного транспорта, оборонных отраслей и высокотехнологичных производств, в том числе аморфных и нанокристаллических материалов.
Возглавлял комплексные бригады ЦНИИчермета им. И. П. Бардина по проблеме разработки и внедрения важнейших видов металлопродукции, в том числе трубного сортамента. Под его руководством разработана и выполняется «Межведомственная программа работ по освоению новых видов и улучшению качества металлопродукции для ОАО „АВТОВАЗ“ на период 2005—2010 гг.», а также разработаны передовые технологии производства нового поколения автолистовых материалов с уникальным сочетанием показателей прочности и пластичности, в том числе с прочностными характеристиками, в 2-3 раза превышающими современный уровень.
Под его руководством был выполнен ряд фундаментальных исследований, позволивших на уровне молекулярных представлений создать новую концепцию строения, физико-химических свойств шлаковых и металлических расплавов. Это впервые дало возможность создать методы точного прогнозирования типа и количеств неметаллических включений в сложных процессах современной ковшевой металлургии, непрерывного литья заготовок. Разработаны теоретические принципы создания принципиально новых материалов, устойчивых к разрушению в активных углеродсодержащих газовых средах. Под руководством Е. Х. Шахпазова значительно расширилась и обновилась экспериментальная база ЦНИИчермета. В январе 2010 г. был пущен экспериментальный уникальный плавильно-прокатный комплекс со станом горячей прокатки с ускоренным охлаждением.
Член Правительственной комиссии по вопросам развития металлургического комплекса, член Координационного совета по промышленной политики в металлургическом комплексе при Минпромторг России, председатель Ученого и диссертационного советов ЦНИИчермет им. И. П. Бардина, член Экспертного совета ВАК, член редколлегий журналов «Сталь», «Металлург», «Электрометаллургия» и др.
Автор более 230 научных трудов, в том числе трех монографий, свыше 30 патентов.
Умер 6 августа 2011 года.

## Награды
- Премия Совета Министров СССР (1987) — за решение проблемы производства особо тонкой жести, в том числе с покрытием
- Премия Правительства Российской Федерации (1999) — за разработку технологии пассивации металлизованных окатышей на Оскольском электрометаллургическом комбинате
- Премия Правительства Российской Федерации (2001) — за создание уникального композиционного материала на основе первородной шихты
- Премия Правительства Российской Федерации (2008) — за создание и освоение комплекса нового инжекционного оборудования
- Премия имени  И. П. Бардина (за 2010 год, совместно с В. Я. Дашевским и В. И Жучковым) — за цикл работ «Физико-химические основы и технические решения процессов, направленных на повышение качества стали»